# ماسايوكي توكوتاكي
ماسايوكي توكوتاكي (باليابانية: 徳武 正之) (18 أغسطس 1991 في كودايرا في اليابان – )؛ هو لاعب كرة قدم ياباني سابق كان يلعب كمدافع.

## وصلات خارجية
- ماسايوكي توكوتاكي على موقع رابطة كرة القدم اليابانية للمحترفين (اليابانية)
- ماسايوكي توكوتاكي على موقع قاعدة بيانات كرة القدم.إي يو (الإنجليزية)
- ماسايوكي توكوتاكي على موقع Soccerway.com (الإنجليزية)
- ماسايوكي توكوتاكي على موقع عالم كرة القدم.نت (الإنجليزية)